# Irámuco
Irámuco är en ort i Mexiko.   Den ligger i kommunen Acámbaro och delstaten Guanajuato, i den södra delen av landet, 200 km väster om huvudstaden Mexico City. Irámuco ligger 1 844 meter över havet och antalet invånare är 6 559.
Terrängen runt Irámuco är kuperad åt nordost, men åt sydväst är den platt. Runt Irámuco är det ganska tätbefolkat, med 134 invånare per kvadratkilometer. Närmaste större samhälle är Zinapécuaro, 14,9 km sydost om Irámuco. I omgivningarna runt Irámuco växer huvudsakligen savannskog.